# تثبيت (حوسبة)

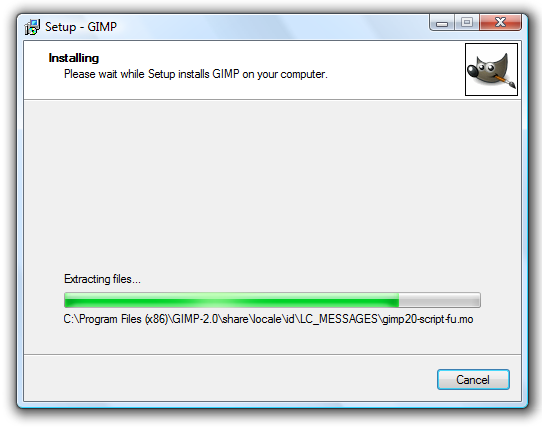

في سياق علم الحاسوب، التثبيت (أو التنصيب) هو عملية وضع برنامج على نظام تشغيل الحاسوب بحيث يصبح تنفيذه ممكنا.
لأن متطلبات التنصيب تختلف من برنامج لآخر و من حاسوب لآخر، فإن الكثير من برامج الحاسوب (ومنها أنظمة التشغيل) يصاحبها «برنامج تثبيت» عام أو خاص، فيكون واجبه تشغيل معظم المهام المندرجة تحت عملية التثبيت تلقائيا.